# Farida Mohamed
Farida Mohamed (* 15. Januar 2002 in Alexandria) ist eine ägyptische Squashspielerin.

## Karriere
Farida Mohamed spielte ab 2018 vermehrt auf der PSA World Tour und gewann bislang zehn Titel, zwei davon in ihrer Debütsaison. Ihre beste Platzierung in der Weltrangliste erreichte sie mit Rang 14 am 17. Oktober 2022. Im Juniorinnenbereich erreichte sie 2019 bei den Weltmeisterschaften im Einzel das Halbfinale, in dem sie der späteren Siegerin Hania El Hammamy unterlegen war, und gewann mit der Mannschaft, zu der neben Mohamed und El Hammamy noch Sana Ibrahim und Jana Shiha gehörten, den Titel. Ihre erste Teilnahme bei Weltmeisterschaften der Erwachsenen erfolgte 2021, als sie in der ersten Runde gegen Rachel Arnold ausschied.

## Erfolge
- Gewonnene PSA-Titel: 10